# Philaethria diatonica
Espèce
Philaethria diatonica est un lépidoptère appartenant à la famille des Nymphalidae, à la sous-famille des Heliconiinae et au genre Philaethria.

## Dénomination
Philaethria diatonica a été décrit par l'entomologiste allemand Hans Fruhstorfer en 1912, sous le nom initial de Metamandana diatonica.

### Nom vernaculaire
Philaethria diatonica se nomme Northern Green Longwing en anglais.

## Description
Philaethria diatonica est un grand papillon aux ailes antérieures très longues, au dessus de couleur marron marqué de grandes plages vertes à vert jaune veinées de marron.
Le revers présente les mêmes plages vertes sur un fond marron plus clair.

### Chenille
La chenille est blanche annelée de fines lignes marron et de bandes de tubercules orange, base de longues épines orange à pointe noire.

### Plantes hôtes
Les plantes hôtes de sa chenille sont des Passiflora ou passiflores: Passiflora ambigua, Passiflora eludis, Passiflora oerstedii, Passiflora platyloba et Passiflora vitifolia .

## Écologie et distribution
Philaethria diatonica est présent au Honduras, au Costa Rica, à Panama et dans le sud du Mexique,.